# Palazzo Martuscielli
Il Palazzo Martuscelli fu costruito nel Rinascimento e si trova nel Centro storico di Salerno, a poca distanza dal Duomo. Nel portone d'ingresso ha una famosa fontana. Lo storico Carella lo considera una delle sedi della Scuola Medica Salernitana

## Storia
I primi documenti storici sul palazzo risalgono al Cinquecento. Infatti nel giugno 1564, il nobile Prospero Coduto acquista antiche case edificate (consistenti in vani terranei, mezzani e superiori, con giardino e acqua corrente) dal monastero di San Lorenzo e le ristruttura. Nel gennaio 1575, Laura Coduto cede l'immobile divenuto "palazzo" (descritto in più membri terranei e superiori, con una fontana nel cortile e un'altra nella loggia sopra le gradinate, alla quale fluiva l'acqua dal monastero di San Lorenzo) al collegio degli Augustino per gli studi giuridici.

La più interessante fontana , per tipologia e per risultato scenografico raggiunto, è quella che trova posto nel piano superiore del Palazzo Martuscielli, all’interno di un cortiletto facente parte di un appartamento privato. Infatti la fontana è inserita in una grande abside incorniciata esternamente  da un elemento decorativo a fascia. All’interno si aprono tre nicchie: una centrale più grande ed ai lati due più piccole che contengono anche due piccole vasche. Scandiscono gli spazi esili colonnine tortili, reminiscenze di una cultura derivata dall’oriente. La grande vasca sottostante, che segue un andamento semicircolare sporge appena verso l’esterno rispetto ai lati formando una sorta di sedile su due scalini. Questa fontana costituisce un unicum per il suo particolarissimo impianto architettonico e per le decorazioni che la arricchiscono donandole una sobria bellezza. La grande abside crea un effetto di grotta riscontrabile solo in parte nell’esempio all’interno del vicino Palazzo San Massimo .
Il caratteristico Largo del Centro Storico di Salerno che prende il nome dalla "Schola Medicinae Salerni" è dominato da questo Palazzo Martuscelli. Secondo l'opinione di alcuni studiosi (come Antonio Mazza e Luigi Carella) in questo palazzo si trovava una delle sue sedi in quanto alcune fonti descrivevano il luogo dove sorgeva come un largo dove confluivano più scalinate e l'unico posto del Centro Storico in cui questo avviene è proprio in questo Largo dove c'è l'incontro di tre scalinate. Comunque vi sono molte critiche a questa possibilità.